# Ветви одного дерева
«Ве́тви одного́ де́рева» (бенг. শাখা প্রশাখা, Shakha Proshakha, фр. Les Branches de l'arbre) — фильм-драма 1990 года индийского режиссёра Сатьяджита Рая.

## Сюжет
Ананда Маджумдар, богатый промышленник, внезапно заболел во время празднования своего 70-летия. Четверо его сыновей собрались у его постели. Прасанто живёт с отцом и проводит своё время, слушая музыку, его считают неудачником и немного психически неполноценным. Двое старших сыновей — бизнесмены, погрязшие в коррупции, и они не хотят, чтобы их отец, бескомпромиссный моралист, верящий в труд и честность, узнал об этом. Младший сын устал от офисной работы и мечтает стать актёром.
Ожидая заключения врачей о состоянии здоровья отца, четверо братьев и их семьи предаются воспоминаниям и вновь переживают идеологические разногласия…

## В ролях
| Актёр              | Роль             |
| ------------------ | ---------------- |
| Аджит Банерджи     | Ананда Маджумдар |
| Харадхан Баннерджи | Пробод           |
| Соумитра Чаттерджи | Прасанто         |
| Депанкар Ди        | Пробир           |
| Ранджит Муллик     | Протап           |
| Лили Чакраварти    | Ума              |
| Мамата Шанкар      | Тапати           |